# 階級意識
階級意識（かいきゅういしき、英語: Class consciousness、ドイツ語: Klassenbewußtsein, Klassenbewusstsein）とは、それぞれの階級が自己の属する階級の社会的地位や歴史的な任務、経済的利害関係などに対して持つ社会的な自覚や、それに基づき自分の属する階級を発展・向上させようとする意識、またはある階級に特有の社会的・経済的立場を反映した自己意識や考え方、或いは客観的な階級の存在に条件づけられた事実的・可能的な意識の総体をいう。

## 概要
階級意識は、同一の階級に属しほぼ同じ階級状況の下で階級特有の生活や行動の仕方、物の考え方を分かち持つことで生じられ、その階級利害を反映する心理ないし意識であり、階級社会においてその社会の階級構造が規定されることで現れる。例えば資本主義社会においての労働者階級の階級意識がこれである。

日常的な生活意識としての階級心理の深層部と、その上にある程度体系立った価値判断の枠組や世界観・イデオロギーの表層で構成されている。前者を経験的階級意識、後者を本質的階級意識と区別するが、広義の階級意識はその両者を含み、狭義の場合は後者のみを指す。
階級心理は無自覚で潜在的な状態にある社会階級・即自的階級に対応し、階級意識は自覚的で顕在的な段階にある同・対自的階級に対応する。なお、両者は必ずしも発展段階的には区別されず、実際は同時に存在し複雑に交錯し合って浸透し、現実の階級意識を形作っている。

## 構造
前述の通り、階級意識は階級心理の深層と階級イデオロギーの表層を内部構造とする。

### 階級心理とは
階級心理は、階級の構成員間に共通してみられる日常的 自然発生的 非合理的な感情・気分・願望・幻想・断片的思想などの総体をいう。おぼろげな共属意識や親和感情や他者に対する差別感情、つまり上への劣等感と下への優越感などのように、
この意味における階級心理は、客観的な階級状況や階級利害に合理的に適合した意識ではなく、むしろその基底にある非合理的な感性的認識であり、これ自体に一貫した整合的な体系を成すものではない。あくまでも感性的、自然成長的な次元のもので、旧意識や伝統的価値体系が絡みついた日常的な生活意識として沈殿し習俗や慣習などの基層的な行為様式や生活様式と不可分に結び付いているのである。

### 階級イデオロギーとは
これに対して階級イデオロギー（狭義の階級意識）は客観的な階級状況や階級利害に合理的に適合した意識として、理性的認識と目的意識性によって特徴づけられている。従って、それは一貫性と体系性をもった認識と判断の準拠枠であり、階級社会のメカニズムとその結果に対する知的解明・矛盾克服への展望を提供しながら、実践の指針または活動の規定根拠として階級闘争における有力な思想的武器として働く。そこには、同じ階級の内部における利害共同意識と他の階級に対する利害対立意識、それに伴う先鋭な連帯意識と自己の所属する階級の歴史的・社会的な位置および使命に対する認識、現状からの解放を求める志向と将来の目標に対する自覚と展望、この目標を達成するための手段と方法の認識などが含まれる。
ルカーチによると、このような階級意識は、生産過程における一定の典型的状態に向けられた合理的に適合した反応であり、階級の歴史的状態の意識的となった意味であって、事実的、心理学的な意識状態とは独立した、つまり人間の心理に媒介されない階級的存在に対応するものだと論理的に思考された意識ないしはイデオロギーに他ならないという。階級意識の高揚は人々の階級的に規定された生活の中から生じた日常的な要求をエネルギー源とし、その要求獲得のための集合行動を通じて初めて可能なのである。

## 歴史
階級意識の形成は、歴史的に封建体制を打倒して近代的市民社会を実現したブルジョアジーの間でみられた。彼らは自由、平等、友愛を標榜し、人間の身分的隷属からの解放を主張したが、その自由が平等と友愛を抑圧・否定し、人間性の全面的解放を目ざすプロレタリアートの階級意識を生み出した。その階級意識は、階級社会の廃絶無しには階級としての自己を解放することは不可能という理由から、
であるはずであった。
だがその後の社会発展は、階級関係自体の基本的な変化はもたらさなかったものの、労働生産性の向上に伴う生活水準の上昇や福祉政策の拡充による所得格差の是正、生活様式の平準化による階級固有の内的環境の崩壊、巨大組織への強制的画一化と技術的合理性の総体的な支配、マスコミによる世論操作など大衆社会的・管理社会的な状況を進行させ、階級間の矛盾や対立が不鮮明となって古典的なプロレタリア的階級意識は薄れ、虚偽意識が蔓延るに至った。

### マルクス主義における階級意識
マルクス主義においては、プロレタリアートは当初ブルジョアジーに対する階級闘争で自己の階級利害を自覚しない即自的な階級に留まるが、やがては資本主義の発展とその矛盾の増大とともに階級利害と歴史的使命を自覚する対自的な階級として社会変革の途に就くのであるから、社会変革の原動力となるプロレタリアートの自覚的意識だけが真の階級意識であると、特にプロレタリアの階級意識が問題とされる。

## 批判
歴史学者ピーター・バークは、マルクス主義における階級意識の説明を批判している。マルクスは、ローマの奴隷と平民や中世の農奴と職人は、貴族と領主あるいは親方に対立する同じ階級であるとし、他方で、1850年のフランスの農民は、階級意識を持たなかったために、階級とはいえず、個人、あるいは家族の集合にすぎなかったというが、このような階級意識という言い回しは、労働者階級が団結の必要意識を欠いていることを語るために鋳造されたものだが、この自覚化されない意識という考えは役立つとは思われず、階級の利害はもっと明確で誤解の少ないもので、マルクスは各集団内の偏差や境界的な事例を無視しており、十分に明晰ではないと批判した。